# Жуковский, Григорий Юльевич
Григо́рий Ю́льевич Жуко́вский (14 июля 1878, Санкт-Петербург — 12 ноября 1939, Москва) — российский и советский химик-технолог, доктор технических наук, профессор Петроградского технологического института, Варшавского политехнического института, Харьковского политехнического института, Российского химико-технологического университета, Нижегородского технического университета. Заведовал кафедрами силикатных материалов и научно-исследовательскими лабораториями в Варшавском политехническом институте и Харьковском политехническом институте. Химик-технолог по оптическому стекловарению, научный консультант в главном артиллерийском управлении, научный руководитель проекта и строительных работ казенного завода оптического стекла, основоположник оптического стекловарения и главный технолог оптического стекловарения на Изюмском заводе оптического стекла, научный руководитель проекта опытного стекольного завода Государственного экспериментального института стекла в городе Москва. Работал в редакционных коллегиях журналов «Стеклозаводчик», «Керамика и Стекло», «Стекольная промышленность», почетный член научно-технических обществ России, Великобритании, США.

## Биография

### Происхождение
Григорий Юльевич Жуковский родился 14 июля 1878 года в Санкт-Петербурге. Родители — мать, Екатерина Ивановна Ильина (по первому мужу — Ценина) — переводчик, проживала в знаменитом Слепцовском общежитии, приемный отец, Юлий Жуковский — переводчик, экономист товарищеских форм производства, основанных на просвещении и народничестве, экономических теориях шестидесятников в период 1860-х годов, работал над переводами Карла Маркса.

### Образование
Начальное образование получил в одной из Петербургских гимназий. В 1897 году поступил в Императорский Санкт-Петербургский университет. На последних курсах университета выбрал своей специальностью физическую химию и работал лаборантом на кафедре неорганической химии под руководством Д. П. Коновалова, проводил опыты в области физической химии, термохимии и калориметрии, оказавшие огромное влияние на развитие химической науки о растворах. В 1902 году окончил Петербургский университет с дипломом 1-й степени.

### Петроградский технологический институт
После окончания Петербургского университета был приглашен в лабораторию Петроградского технологического института на кафедру общей химии, которую занимал Н. С. Курнаков Принимал участие в оборудовании лаборатории, в постановке опытов и практических занятий по химии. Под руководством Курнакова занимался физико-химическим анализом, научно-техническими исследованиями по прикладной химии. В дальнейшем самостоятельно выполнил исследовательскую работу над сплавами ртути со щелочными металлами и показал наличие в сплавах неизвестные ранее химические соединения; за исследование химических соединений системы литий-ртуть был представлен Российским химическим обществом к премии имени Д. И. Менделеева.

### Варшавский политехнический институт
В период с 1904 по 1906 годы Научным советом Петроградского технического института отправляется совершенствовать образование за границу, где перенимает опыт в обустройстве физико-химических лабораторий в Германии, работает в Гейдельбергском университете в Германии под руководством профессора Георга Германа Квинке, изучает поглощение газов жидкими и твёрдыми телами, наблюдает эксперименты по оптике и интерференции света профессора Георга Бредига. В Геттингенском университете в Германии исследует опыты с полиморфными модификациями кристаллической решетки с профессором Густавом Тамманом, изучает процессы образования стекла и кристаллизации. В 1906 году представляет Петроградский технологический институт на Международном съезде по прикладной химии в Риме.

#### Варшавская лаборатория
С июня 1912 года назначается заведующим кафедрой силикатных материалов Варшавского политехнического института, организовывает лабораторию по исследованию стекла и керамики. Начавшаяся в 1914 году Первая мировая война и наступление австро-венгерских войск на Варшаву заставили российское правительство спешно эвакуировать Варшавский политехнический институт в Москву, затем в Нижегородский технический университет и Ростовский университет, части университета находились в Донском политехническом институте. При этом значительная часть имущества института осталась в Варшаве. Многие эвакуированные преподаватели были вынуждены оставить в Варшаве своё личное имущество. Жуковский возвращается в Петроградский технологический институт и по рекомендации заведующего кафедрой общей химии Н. С. Курнакова направляется на работу консультантом в Главное артиллерийское управление Военного министерства Российской империи.

### Главное артиллерийское управление

#### Основы фабрично-заводской промышленности
Весной 1888 года профессор Петербургского университета Дмитрий Иванович Менделеев по просьбе управляющего акционерным обществом юго-западных железных дорог Сергея Юльевича Витте отправляется с экспедицией в город Харьков. В экспедиции Менделеев исследует основы фабричной и заводской промышленности, местные виды промышленности, историческое и экономическое значение фабричной и заводской промышленности, природные вещества, применяемые в фабричной и заводской промышленности, места устройства фабрик и заводов.
По завершении экспедиции представляет доклад в Комитет министров Российской империи, выступает на заседании Русского физико-химического общества, публикует развернутую статью в журнале «Северный вестник» № 8, 1888 года под заглавием «Будущая сила, покоящаяся на берегах Донца». Д. И. Менделеев рассматривает фабричную и заводскую промышленность, основанную на местном промышленном применении донецкого каменного угля, приводит примеры использования топок, печей, муфелей, тиглей, с высокой температурой тысячи градусов, и заключает: «Стекло пойдет на восток как венецианское». Исследовательские работы Д. И. Менделеева по основам фабричной и заводской промышленности, по месту устройства фабрик и заводов сыграли важную роль в принятии решения Военным советом Российской империи о строительстве казенных заводов.
В 1914 году с частной английской компанией «Ченс Братья и Компания» удалось договориться о передаче патента на оптическое стекловарение, в том числе чертежи и приёмы стекловарения. С целью подробного ознакомления с технологическим процессом производства, Николай Николаевич Качалов, Илья Васильевич Гребенщиков, другие инженеры, печники и стекловары для передачи опыта на месте выезжают в Англию. В 1914 году первые попытки опытного стекловарение на императорских заводах в Петрограде не давали положительных результатов: печи с топливом на дровах оказались непригодными для варки оптического стекла.

#### Проект в Главном Артиллерийском Управлении
В период с 1914 по 1915 годы Начальник главного артиллерийского управлении Алексей Алексеевич Маниковский проводит консультации с Николаем Николаевичем Качаловым, Дмитрием Сергеевичем Рождественским, Ильей Васильевичем Гребенщиковым от Петроградского университета и с В. А. Добродумовым, Николаем Семёновичем Курнаковым, Григорием Юльевичем Жуковским от Петроградского технического института по постановке опытов в оптическом стекловарении для потребностей Главного артиллерийского управления.
23 апреля 1916 года Военный Совет Российской Империи во главе с военным министром Дмитрием Савельевичем Шуваевым, членами совета генералом Алексеем Андреевичем Поливановым, генералом Владимиром Александровичем Сухомлиновым, «постановил приступить к строительным работам казенного завода оптического стекла в городе Изюме», разработка технического проекта была поручена Главному артиллерийскому управлению. 12 мая 1916 года начальник главного артиллерийского управление генерал Алексей Алексеевич Маниковский выносит постановление № 297 о формировании хозяйственно-строительной комиссии под руководством полковника В. А. Добродумова. 15 мая 1916 года полковник Добродумов обращается с рапортом № 53, в котором для постройки завода оптического стекла в Изюме просит выдать аванс на производство чертежных работ по разработке проекта.
В хозяйственно-строительной комиссии по постройке казенного завода оптического стекла в городе Изюме принимали участие начальник Главного артиллерийского управления генерал Алексей Алексеевич Маниковский, председатель комиссии полковник В. А. Добродумов, научный руководитель доктор физико-химии Николай Семёнович Курнаков, профессор физико-химии Григорий Юльевич Жуковский для консультаций в освоении технологии варки и выработки оптического стекла принимали участие ведущие специалисты опытного оптического стекловарения с Императорского Фарфорового завода Николай Николаевич Качалов, Илья Васильевич Гребенщиков, Владимир Ефимович Грум-Гржимайло.
30 октября 1916 года Военный Совет Российской Империи «постановил приступить к строительным работам казенного завода оптических приборов в городе Изюме». На необходимость завода по оптическому стекловарению и оптическому приборостроению указывал опыт предприятий Шотта и Цейсса в городе Йена, «связь стекловаренного и оптического заводов намечена Главным Артиллерийским Управлением в городе Изюме, где оба завода предполагается расположить на одной территории». После согласования проекта строительства работы переносятся из города Петербурга в город Изюм.

 Согласно представления в Государственную думу от 31 октября с. г. за № 11800 секр. об отпуске средств на постройку казенного завода оптических приборов, этот завод будет построен в том же городе Изюме; соединение в одном месте двух заводов — оптического стекла и оптических приборов — будет не только выгодно в экономическом отношении, но и весьма целесообразно в техническом отношении, потому что успешность производства обоих заводов в сильной степени зависит от их постоянной связи и взаимоотношений. На постройку и оборудование завода оптического стекла потребуется около одного строительного сезона (1917 г.) Подписи: Военный министр генерал Шуваев Дмитрий Савельевич и Начальник артиллерийского управления генерал Маниковский Алексей Алексеевич. — Военная промышленность России в начале XX века 1900—1917. Сборник документов. Представление Военного министерства в Государственную думу о постройке завода оптического стекла в г. Изюме № 14052 от 31 декабря 1916 г. — М: Новый хронограф, 2004

#### Строительство завода оптического стекла
Строительство заводов оптического стекловарения и оптического приборостроения предполагалось провести в два строительных сезона, с 1916 по 1917 годы. 7 августа 1916 года полковник Добродумов В. А., офицеры и военные инженеры Главного Артиллерийского Управления, профессор химии Г. Ю. Жуковский прибыли в город Изюм. Строительные работы проводились по проекту на территории казённого винокуренного завода по «Изюмскому Шляху» на окраине города Изюма, шлях был расширен на «шесть сажень», завезена «фасонка», построены жилые дома для офицеров, инженеров и служащих, здание заводоуправления и цех оптического стекловарения. В период 1917 года строительные работы проводились в летнее время. В этот период на Изюмском заводе оптического стекла ожидали поставку оборудования из Петрограда, вагоны с оборудование не прибыли в город Изюм и были остановлены в городе Воронеж, переправлены в город Пермь, затем в город Подольск и город Красногорск. 15 марта 1918 года было объявлено о «расстройстве военной промышленности». С апреля 1918 года по ноябрь 1918 года в связи с германской оккупацией города Изюма строительство завода остановилось. Офицеры и военные инженеры Главного артиллерийского управления отбывают в город Харьков, затем в город Петроград.
1 октября 1919 года заводы Главного артиллерийского управления были переданы в Главное управление военной промышленности (ГУВП) при ВСНХ. В период 1923 и 1924 годов ГУВП ВСНХ приступает к восстановлению заводов военной промышленности.

### Харьковский политехнический институт
В период с 1921 по 1924 годы профессор химии Григорий Юльевич Жуковский устраивается на работу в Харьковский Политехнический Институт на кафедру химии силикатных материалов, где проводит научные и исследовательские работы по технологии оптического стекловарения. В библиотеке Харьковского политехнического института сохранились научные и исследовательские издания с автографом Жуковского.

### Главное управление военной промышленности

#### Первое оптическое стекловарение
13 мая 1923 года профессором химии Харьковского Политехнического Института Жуковским Григорием Юльевич на Изюмском заводе оптического стекла сварено крон стекло. 13 мая 1923 года вошло в историю завода как день рождения Изюмского завода оптического стекла. 15 декабря 1926 года ГУВП ВСНХ приступает к формированию военно-промышленных трестов, в 1930 года ГУВП ВСНХ формирует трест (объединение) оптических предприятий «Государственные оптико-механические заводы» (ГОМЗ) и трест (объединение) научно-исследовательских институтов «Государственный оптический институт» (ГОИ).

 В 1916 г. была предпринята установка производства высокосортного оптического стекла. Но с началом революции это дело заглохло и было возобновлено лишь в последнее время. В настоящее время на двух заводах Главного управления военной промышленности проделана крупнейшая работа по насаждению производства высокосортного стекла. В этой области необходимо отметить следующие успехи: из общего количества 16 сортов оптического стекла, необходимых для производства оптических военных приборов, по настоящее время вполне разработана фабрикация 14 сортов этого стекла;достигнут средний выход годного стекла в 8 % от одной варки, при выходе за границей в 15 %; установлено производство горшков, достаточно стойких в отношении разъедающего действия стекла. — Краткий обзор работы Главного управления военной промышленности в 1924/25 операционном году — М: 1925.

#### Изюмский завод оптического стекла
В период с 1924 по 1929 годы Жуковский Григорий Юльевич работает на заводе главным технологом по стекловарению. В период 1930-х годов Игорь Михайлович Бужинский работает начальником опытного цеха по стекловарению, Лидия Ивановна Дёмкина — начальником опытной лаборатории по оптическому стекловарению, в дальнейшем Бужинский назначается главным технологом по стекловарению в замену Григорию Юльевичу Жуковскому.

#### Изучение и передача опыта оптического стекловарения
В 1936 году на Изюмском заводе оптического стекла открывается научно-исследовательская лаборатория Государственного оптического института по изучению и передачи положительного опыта в оптическом стекловарении, с целью изучить технологию оптического стекловарения на примерах варок оптического стекла, которые проводил профессор Харьковского политехнического института химик-технолог Григорий Юльевич Жуковский на Изюмском заводе оптического стекла.
В город Изюм направляется научно исследовательская «секция» (Лидия Ивановна Дёмкина, Глеб Николаевич Раутиан, Владимир Владимирович Варгин, Роза Марковна Фридлянд, Яков Исакович Рыскин, Дмитрий Васильевич Гаврилов, Григорий Яковлевич Боровик), которые с другими сотрудниками Государственного оптического института и Игорем Михайловичем Бужинским, Людмилой Петровной Баниной проводят изучение опыта, сотрудники Лидии Ивановны Дёмкиной исследовали оптические свойства стекла в зависимости от химического состава, разработали новые марки и режимы варки стекла. Лабораторные научно-исследовательские работы Дёмкиной позволили избежать опытного подбора химических веществ при варки оптического стекла с требуемыми свойствами.

 В период 1923 и 1924 годов Главное Управление Военной Промышленности (ГУВП) при ВСНХ приступает к восстановлению заводов военной промышленности Изюмского завода оптического стекла и Красногорского завода точной механики. 29 декабря 1929 году Государственный оптический институт, в котором работала Дёмкина Л. И., и Ленинградский завод оптического стекла были переданы в трест (объединение) оптико-механической промышленности (ТОМП) при Главном Управление Военной Промышленности. В период 1929 года Жуковский Григорий Юльевич работает на Изюмском заводе оптического стекла) и заведует кафедрой химии силикатных материаловХарьковского Политехнического Института. Лидия Ивановна Дёмкина вспоминает, в 1929 году в Харькове проходило совещание и я приехала в Изюме из Харькова. В период 1930-х годов мы стали ездить в Изюм с Владимиром Владимировичем Варгиным и Раутиан Глебом Николаевичем. В городе Изюме мы стали работать с 1936 года. В нашу задачу входило проведение исследований, выдвигавшихся производством, а также работа связанных с разработкой и освоением новых стекол. — Дёмкина Л. И. Моя научная деятельность // Интернет-издание Раутиан Семейная Мозаика
Ленинградской «секцией» на заводе была проведены большая исследовательская работа, позволившая добиться высокого качества оптического стекла. За особые заслуги в организации производства сотрудники Государственного Оптического института директор Рождественский Дмитрий Сергеевич был зачислен в «золотой фонд» завода оптического стекла в Ленинграде, Лен-ЗОС, в последующем Ленинградский завод оптического стекла был переведен в ГОИ на опытное стекловаренное производство, на котором проводились опытные варки с последующим освоением промышленного производства оптического стекла в городе Изюме.

### Московский химико-технологический институт
В период с 1929 по 1939 годы Жуковский Георгий Юльевич работал в Московском химико-технологическом институте и научным руководителем проекта опытного стекольного завода Государственного экспериментального института стекла в городе Москва.
Умер в 1939 году. Похоронен на Введенском кладбище (4 уч.).

## Публикации, доклады, выступления, интервью
- 1915 — Жуковский Г. Ю. Доклад на заседании бюро съездов стеклозаводчиков 5 сентября 1915 года — Петербург: Стеклозаводчик № 23, 1915
- 1918 — Жуковский Г. Ю. Производство оптических стекол. Часть 1 — Петербург: 1918
- 1935 — Жуковский Г. Ю. Технические условия на глиняное сырье для стекольной промышленности — Москва: Гизлегпром, 1935
- 1936 — Жуковский Г. Ю. Житомирская, Э. З., Родин С. В. Обезжелезивание песков механическими способами — Москва: Гизлегпром, 1936
- 1957 — Жуковский Г. Ю. Начало производства оптического стекла в СССР — Ленинград: Оптико-механическая промышленность № 5, 1957

Из числа работ Жуковского, опубликованных за это время и послуживших основанием для разработки технологического процесса оптического производства, чрезвычайно ценным трудом является книга «Производство оптических стекол», опубликованная журналом «Стеклозаводчик» в 1916 году. Интересуясь также огнеупорными материалами, он одновременно работает в Институте огнеупоров в качестве постоянного научного консультанта и членом Президиума техникоэкономического совета огнеупорной промышленности при Наркомтяже, где руководит сырьевой секцией. В 1931 году Жуковский является ответственным редактором Научно-технического бюллетеня Института стекла, а с начала 1931 г. стал членом редколлегии и редактором рефератного отдела журнала «Керамика и стекло». Он был постоянным членом Комиссии по технической терминологии Академии наук СССР, членом Оргбюро ВНИТО силикатной промышленности и редактором журнала «Стекольная промышленность».
Он являлся членом Научно-исследовательского общества химиков, Американского керамического общества и Английского общества стекольной технологии. Им написано более 70 статей в различных журналах как русских, так и иностранных, преимущественно по вопросам стекла и огнеупоров. Помимо вышеупомянутого его труда «О производстве оптических стекол» должны быть особо отмечены его работы по кристаллизации оконного стекла Фурко, улетучиванию составных частей стекла, о разжижении воронежской глины, а также его редакционный труд по переводу книги Педдля «Пороки стекла». Современники отмечали его огромную работоспособность, умение заражать творческим энтузиазмом окружающих, а также его постоянную готовность помочь своим молодым товарищам в их работе.
Г. Ю. Жуковский прекрасно сочетал в себе ученого, педагога и заводского инженера. Как педагог, Жуковский подготовил не одну сотню учеников для заводов, втузов и научно-исследовательских институтов СССР. Широкий круг вопросов в области физической химии, технологии стекла и огнеупорных материалов, привлекавших внимание Жуковского, выдвигал его в ряды крупнейших специалистов, но жизнь его оказалась несоразмерно короткой.

## Преемственность

### Наставники
- Дмитрий Петрович Коновалов — доктор философии, доктор химических наук, академик, профессор Петербургского университета, профессор Петроградского технологического института, физикохимик, специалист в области физической химии, термохимии и калориметрии, метролог, оказавший огромное влияние на развитие науки, на становление и развитие промышленности, один из основоположников учения о растворах, химической термодинамики, заместитель министра торговли и промышленности, член коллегии Высшего Совета народного хозяйства СССР, действительный член АН СССР.
- Николай Семёнович Курнаков — доктор химических наук, заслуженный профессор, академик Петербургской академии наук (1913) и АН СССР, выдающийся физикохимик, лауреат Сталинской премии, создатель физико-химического анализа.

### Коллеги
- Густав Генрихович Тамман — доцент, профессор Юрьевскиого университета, директором химической лаборатории в Юрьевском университете и Гёттингенском университете, в химик, физик, физикохимик, открыл полиморфные модификации льда, внес вклад в изучение стеклообразных и твёрдых растворов, гетерогенных равновесий, процессов кристаллизации и стеклообразования, член-корреспондент и почётный член Российской АН.

### Ученики
- Дёмкина Лидия Ивановна — доктор технических наук, главный технолог оптического стекловарения на заводах ИЗОС, Сарском ЗОС (Сарс), Никольском ЗОС, ЛенЗОС, специалист в области производства оптического стекла, научный сотрудник ГОИ, заслуженный деятель науки и техники, лауреат Государственной премии СССР.
- Бужинский Игорь Михайлович — доктор технических наук, главный технолог оптического стекловарения на заводах ИЗОС, Никольском ЗОС, ЛЗОС, руководитель СКТБ ЛЗОС (Лыткаринского завода оптического стекла), специалист в области производства оптического стекла, лауреат Ленинской и трёх Государственных премий.

## Звания и награды
- 1897 — Студент Петроградского университета
- 1901 — Лаборант Петроградского университета
- 1902 — Лаборант Петроградского технологического института
- 1904 — Показал наличие в сплавах ртути со щелочными металлами неизвестные ранее химические соединения
- 1906 — Премирован Российским химическим обществом имени Д. И. Менделеева
- 1906 — Совершенствует образование за границей по решению Научного Совета Петроградского технологического института
- 1906 — Представляет Петроградский технологический институт на Международном съезде по прикладной химии в Риме
- 1912 — Профессор, завкафедрой, начальник лаборатории Варшавского политехнического института
- 1914 — Консультант Главного артиллерийского управления по постановке опытов в оптическом стекловарении
- 1916 — Научный руководитель Главного артиллерийского управления по постройке казенного завода оптического стекла
- 1916 — Научный руководитель строительства казенного завода оптического стекла в городе Изюме
- 1921 — Профессор, завкафедрой, начальник лаборатории Харьковского политехнического института
- 1923 — Главный технолог по стекловарению на Изюмском заводе оптического стекла
- 1929 — Доктор технических наук в Московском химико-технологическом институте имени Д. И. Менделеева
- 1930 — Научный руководитель строительства опытного стекольного завода Государственного экспериментального института стекла в городе Москва